# فریا گادفری
فریا گادفری (انگلیسی: Freya Godfrey؛ زادهٔ ۷ مهٔ ۲۰۰۵) بازیکن فوتبال اهل انگلستان است که در پست مهاجم برای باشگاه چارلتون اتلتیک، به صورت قرضی از باشگاه  آرسنال در سوپر لیگ زنان انگلستان بازی می‌کند.
وی همچنین در تیم‌های ملی فوتبال زیر ۱۷ سال زنان انگلستان و زیر ۱۹ سال زنان انگلستان بازی کرده است.